# 전장 신구
전장 신구(한국어: 진강신구, 중국어 간체자: 镇江新区, 정체자: 鎮江新區, 병음: Zhènjiāng Xīnqū) 또는 전장 경제개발구(한국어: 진강경제개발구, 중국어 간체자: 镇江经济开发区, 정체자: 鎮江經濟開發區, 병음: Zhènjiāng Jīngjìkāifāqū)는 중화인민공화국 장쑤성 전장 시의 행정 구역으로, 전장 시 동쪽에 위치하고 있다. 전장 신구는 전장 시 정부에서 운영하는 출장소인 전장 신구 관리 위원회에서 관리하며 면적은 82km2, 인구는 약 70,000명이다.